# Cop d'Estat francès de 1851
El Cop d'Estat Francès  de 2 de desembre de 1851 (en francès: Coup d'État du 2 décembre 1851) va ser un auto-Cop d'Estat posat en escena pel Príncep Louis-Napoléon Bonaparte (en aquell moment era el president de la Segona República francesa), que va acabar en la dissolució de l'Assemblea Nacional Francesa, i el subsequent re-establiment de l'Imperi Francès, l'any següent. Louis-Napoléon, nebot de Napoléon Bonaparte, davant la perspectiva d'haver de deixar el càrrec el 1852, va organitzar el cop d'Estat per tal de romandre en el càrrec i implementar el seu programa de reformes, incloent el restabliment del sufragi universal (anteriorment abolit). Les seves decisions i l'extensió del seu mandat durant 10 anys van ser aprovades popularment pel referèndum francès constitucional de 1851. Només un any més tard, el príncep-president va reclamar el tron del seu oncle a títol d'Emperador dels francesos sota el nom de Napoleó III.

## Causes
El 1848, Louis-Napoleon Bonaparte va ser elegit President de França per sufragi masculí universal, aconseguint el 74% dels vots. Va tenir el suport del Parti de l'Ordre després d'enfrontar-se a Louis Eugène Cavaignac. A continuació, Lluís Napoleó va estar en conflicte constant amb els membres (députés) de l'Assemblée Nationale.
Contràriament a les expectatives sobre que Lluís Napoleó seria fàcil de manipular, (Adolphe Thiers havia dit d'ell que era un "cretí a qui portarem pel nas"), va demostrar ser un polític àgil i astut. Ell va aconseguir imposar les seves opcions i decisions en l'Assemblée, la qual havia tornat a ser conservadora per les conseqüències de l'aixecament dels dies de juny de 1848. Lluís Napoleó es va separar del control del Partit de l'Ordre i va crear el Ministère des Commis, nomenant al General d'Hautpoul com el seu cap, el 1849. El 3 de gener de 1850 va acomiadar Changarnier, que era un dissident del Partit de l'Ordre, provocant amb això un conflicte obert dins del partit. També va encoratjar activament la creació de nombrosos periòdics anti-parlament i va adquirir el suport de 150 membres del Parlament, el "Parti de l'Elysée".
Les disposicions de la Constitució que prohibien un president en funcions la recerca de la seva reelecció sembla que van forçar la fi del govern de Lluís Napoleó el desembre de 1851. Louis-Napoleon va passar la primera meitat de 1851 tractant de forçar canvis en el Constitució al Parlament per tal que pogués ser reelegit. Bonaparte va viatjar pels departaments francesos i va organitzar peticions per aconseguir el suport popular. Dues terceres parts del Consell General van donar suport a la causa de Lluís Napoleó, però a l'Assemblea, els partidaris de la Duc d'Orléans, dirigits per Thiers, va concloure una aliança amb l'extrema esquerra per oposar-se ala plans de Louis Napoleon. El gener de 1851, el Parlament va votar la no confiança en el Ministère des Commis. El 19 de juliol, es va rebutjar la reforma constitucional proposada per Louis-Napoleó, també es va fer el desballestament del sufragi universal en un esforç per trencar el suport popular a Bonaparte.

## Preparacions pel Cop
El cop d'estat va ser planejat meticulosament des del 20 d'agost de 1851. Els preparatius i la planificació d'aquest cop d'Estat va tenir lloc a Sant-Cloud. Entre els conspiradors hi havia Persigny, un company lleial de Luis Napoleó, el Duc de Morny, i el general Jacques Leroy de Sant Arnaud. El 14 d'octubre, Lluis Napoleó va demanar al Parlament restaurar el sufragi universal masculí, però la sol·licitud va ser rebutjada. La seva sol·licitud de reconsideració de la proposta de reforma constitucional també va ser rebutjada el 13 de novembre. Preparada una vaga, Luis Napoleó va nomenar al general Saint-Arnaud com el Ministre de Guerra i es va enviar una circular recordant als soldats la seva promesa de "obediència passiva". Els seguidors del president van ser designats per a diversos llocs importants: el general Magnan com a comandant de les tropes de París, i Maupas, Prefecte de Haut-Garonne com prefecte de policia de París. Convençuts que el cop ara era inevitable després de l'última negativa, Louis-Napoleó va fixar l'aniversari de la coronació de Napoleó el 1804, i la Victòria d'Austerlitz el 1805, com el dia del cop d'Estat. L'operació va ser batejada Rubicó, en al·lusió a Juli César.

## El Cop de 2 de desembre de 1851

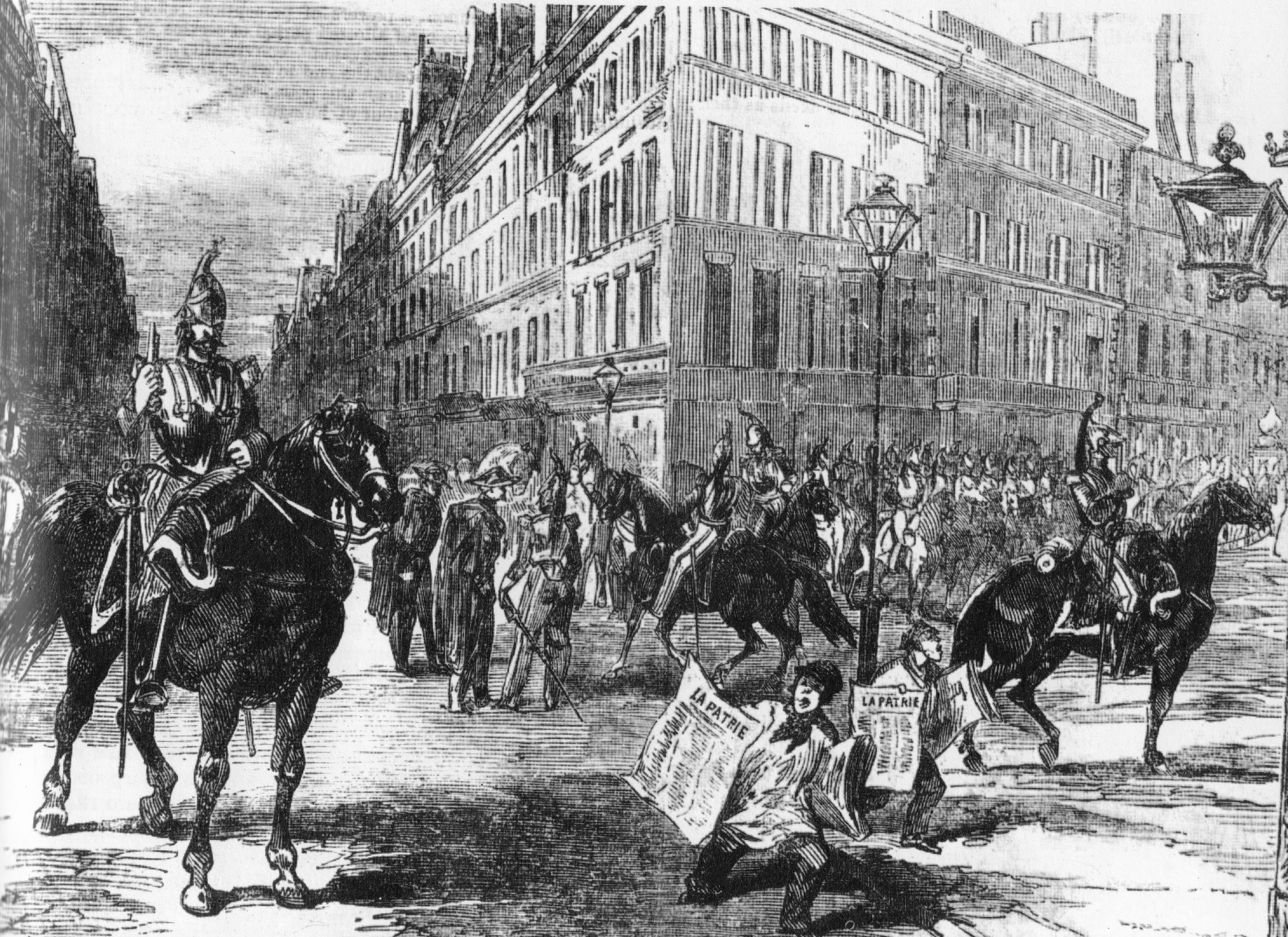
Cavalleria d'D'Allonvilleals carrers de París durant el cop de Napoleó III.

El matí del 2 de desembre, seixanta mil homes, recolzats per més de cent peces d'artilleria liderades per Jacques Leroy de Sant Arnaud ocupava punts estratègics de París, de l'Avinguda dels Camps Elisis al Palau de les Teuleries. Els principals líders de l'oposició, republicans o monàrquics van ser detinguts i promulgats sis decrets per establir l'estat de Lluís Napoleó. Es van ocupar totes les impremtes, inclosa la Imprimerie Nationale i només es va permetre continuar apareixent diaris favorables a l'Elisi. Els cafès (llocs per a la discussió política) i els estables (on es podien llogar cavalls per escapar de París) es van tancar. L'Assemblea Nacional es va dissoldre, i el sufragi universal es va restaurar. Lluís Napoleó va declarar que s'estava preparant una nova constitució i va dir que pretenia restaurar el "sistema establert pel Primer Cònsol."
Com a reacció a aquest cop d'Estat, els parlamentaris es van refugiar a l'oficina de l'alcalde del districte 20 de París i 220 d'ells van votar a favor d'expulsar Lluís Napoleó del poder. Els més destacats entre aquests van ser els liberals com Rémusat i els moderats com Pascal Duprat, que van ser detinguts poc després. Una insurrecció parisenca liderat pels admiradors de Victor Hugo i Victor Schoelcher va esclatar tot haver-hi un control estricte per part de l'exèrcit. Els insurgents van ser ràpidament derrotats. El 3 de desembre, el parlamentari Alphonse Baudin va morir i el 4 de desembre, 200 persones més van ser víctimes de la revolució. El periodista italià Ferdinando Petruccelli della Gattina va ser un dels rebels i va ser expulsat de França. A la tarda, la revolta de París va ser suprimida i la ciutat va tornar a la normalitat

## Revoltes en altres llocs
El cop va provocar revoltes en altres llocs a través de França. El 5 de desembre, es va informar de les rebel·lions a les grans ciutats, petits pobles i àrees rurals al sud-oest de França. El departament dels Baixos Alps fins i tot es va declarar administrat per un "Comitè de Resistència", però l'exèrcit, essent lleial al president, va aconseguir sufocar la rebel·lió. Un total de 32 departaments van ser posats en estat d'alerta a partir del 8 de desembre, i les zones rebels van ser controlats en pocs dies. Els opositors van ser arrestats i alguns es van veure obligats a fugir. Victor Hugo va fugir a Brussel·les, a continuació a, Jersey, i, finalment, es va instal·lar amb la seva família a l'illa del Canal de Guernsey a Hauteville House, on va viure a l'exili fins a 1870, quan Louis-Napoleon va fugir després de la seva derrota a la Guerra Franco-Prussiana. Cap al final de la rebel·lió, 26.000 persones van ser arrestades, 9.530 van ser enviades a Algèria i 250 a la presó de Cayenne.

## Tornada de la pau
El bonapartistes finalment es van assegurar la victòria. Els generals Vaillant i Harispe es van convertir en Mariscals de França el 11 de desembre. Es va fer l'esborrany d'una nova constitució. Es va organitzar un referèndum constitucional per ratificar el nou ordre i el cop va ser retratat com una operació de seguretat.
El 20 i 21 de desembre, la població francesa va votar a favor de l'acceptació del nou règim per una aclaparadora majoria de 7.145.000-600.000, encara que la xifra oficial i la naturalesa lliure dels vots van ser qUestionades per dissidents com Victor Hugo. Louis-Napoléon ara tenia el poder per redactar una nova constitució.

## Conseqüències
Després del referendum de desembre 1851 es va fer una nova constitució francesa, la de gener de 1852. En ella augmentaven molt els poders del president que era escollit per un període de 10 anys. El president no només tenia el poder executiu sinó que tenia la iniciativa legislativa i reduïa els poders del Parlament. Louis-Napoleon va ser reelegit automàticament.
La república autoritària era només un recurs provisional, ja que Lluís Napoleó va emprendre de seguida la restauració de l'imperi. En menys d'un any, després del referèndum francès el 7 de novembre de 1852, va ser proclamat el Segon Imperi Francès. En la data simbòlica i històrica del 2 de desembre de 1852, el president Lluís Napoleó Bonaparte es va convertir en Napoleó III, emperador dels francesos.